# Fundo Soberano de Angola
O Fundo Soberano de Angola (FSDEA) é uma instituição pública de Angola, legalmente ractificado em 2011 e oficialmente estabelecido em 2012, com uma dotação inicial de 5 biliões de dólares americanos, anunciado pelo presidente de Angola, José Eduardo dos Santos, em 20 de novembro de 2008, para "para promover o crescimento, a prosperidade e o desenvolvimento econômico e social de toda Angola", através da execução de uma política de investimento aprovada em Junho de 2013. O fundo é criticado por opositores políticos e grupos de direitos humanos devido a suas finanças obscuras e sua elite política riquíssima.
Em 2011, o fundo soberano foi estabelecido, substituindo o Fundo Petrolífero de Angola. Era na altura o segundo maior fundo de investimento na África Subsariana, logo após o Fundo Pula do Botswana, sendo-lhe destinado um capital inicial de cinco bilhões de dólares. Igualmente, prevê-se que receberá um financiamento suplementar anual equivalente ao valor de venda de 100.000 barris de petróleo por dia (aproximadamente 5,6% do total da produção diária de petróleo). Neste termos, o valor das reservas remetidas a fundo pode chegar a cerca de 3,5 bilhões de dólares por ano.
Em Fevereiro de 2015, o FSDEA foi reconhecido como um fundo soberano transparente pelo SWFI (Sovereign Wealth Fund Institute) com uma classificação de 8 em 10. Um marco significativo para esta instituição, motivada por um conjunto de acções realizadas desde a sua criação, visando o aprimoramento dos mecanismos de gestão dos recursos, que incluem a nomeação da consultora Deloitte como auditor externo independente para o fundo; a adesão aos Princípios de Santiago; e a sua classificação no Índice de Transparência Linaburg-Maduell, em 2014.
Como instituição pública da República de Angola, o FSDEA é igualmente objecto de uma avaliação de desempenho anual pelo parlamento angolano.

## Estrutura Organizacional

### Conselho de Administração
- José Filomeno de Sousa dos Santos foi nomeado para o conselho em 2012. [5]  Sucedeu a Armando Manuel como Presidente em Junho de 2013. [6] Em Agosto de 2013, José Filomeno dos Santos foi classificado no número 26 dos 100 melhores líderes de fundos soberanos do mundo. Os rankings são um processo de avaliação anual realizados pelo Instituto de Fundos Soberanos. [7]
- Hugo Miguel Évora Gonçalves, Administrador Executivo
- Artur Carlos Andrade Fortunato, Membro do Conselho de Administração

### Conselho Consultivo
- Armando Manuel, Ministro das Finanças de Angola. Foi o Presidente inaugural do Conselho de Administração até Maio de 2013, data em que foi nomeado Ministro. De acordo com um analista sénior da Control Risks Group, a sua nomeação elevou o status e a legitimidade do fundo.
- Abrahão Pio dos Santos Gourgel, Ministro da Economia
- Job Graça, Ministro da Planificação e Desenvolvimento Territorial
- José Pedro de Morais Júnior, Governador do Banco Nacional de Angola

## Investimentos do FSDEA
De acordo com a sua política de investimento aprovado em 2013, o FSDEA pretende aplicar metade dos recursos em investimentos alternativos, principalmente na agricultura, mineração, infraestrutura e imobiliário - com particular ênfase na hotelaria - em Angola e no continente. O restante da carteira será destinados à caixa e instrumentos de renda fixa de alta qualidade, emitida por agências soberanas, globais e acções emergentes, bem como novos investimentos alternativos por todo o mundo. 
Além disso, o Fundo tenciona dedicar um máximo de 7,5% do seu capital ao desenvolvimento social e a projectos de responsabilidade social em áreas prioritárias tais como a educação, saúde, energia, água e saneamento e a geração autónoma de rendimento. 
Em Abril de 2015, esta instituição anunciou a constituição de cinco fundos adicionais de investimento dedicados às indústrias de alto rendimento e à promoção do desenvolvimento socioeconómico de Angola e da região Subsaariana. Com um volume de investimento inicial que totalizará os USD 1,4 biliões ao longo dos próximos três a cinco anos, o FSDEA anunciou que estes veículos dedicar-se-ão a investimentos de capital de risco nos ramos da mineração, madeira, agricultura, saúde e para capital estruturado através de um fundo mezanino. 

## Programas Sociais
A Carta Social do FSDEA prevê abordar uma série de desafios sociais fundamentais enfrentados pelas comunidades locais em Angola. 

## Bolsas de Estudo - Futuros Líderes de Angola
Em Agosto de 2014, o FSDEA anunciou o lançamento de seu programa de bolsas de estudo, intitulado "Futuros Líderes de Angola", que visa construir as capacidades de uma nova força de trabalho em Angola. Este programa consiste no apoio ao desenvolvimento de técnicas de ensino e de aprendizagem avançados, exigidos pelos estudantes para participar no ambiente econômico dinâmico de Angola. 
De acordo com a sua política de investimento, decretado pelo Governo de Angola em Junho de 2013, o investimento contínuo do FSDEA na formação profissional de jovens angolanos visa igualmente assegurar o compromisso do Fundo para projetos de desenvolvimento social e para apoiar o crescimento económico sustentável do país.
Em parceria com a Escola de Gestão e Direito da Universidade de Ciências Aplicadas de Zurique (ZHAW), o FSDEA concedeu para o período 2014-2015, 46 bolsas de estudo para jovens angolanos oriundos de várias partes de Angola. Os graduados deste programa educativo exclusivo obtiveram acesso a experiências globais e adquiriram um profundo conhecimento de várias indústrias de sucesso em todo o mundo, tornando-se futuros líderes de conhecimento em Angola. 

## Iniciativa Bungo - apoio às comunidades agrícolas
Uma grande parte da população de Angola é dependente da agricultura para a sua subsistência, no entanto a indústria da agricultura do país confronta-se com sérios desafios. Apesar desta situação, a indústria é amplamente considerada como um catalisador para a aceleração da economia.
Para alimentar o espírito empresarial neste sector em forte crescimento - a promoção de "Agro-negócios " - estimular o emprego e o desenvolvimento económico, o FSDEA em  colaboração com as autoridades do governo local, lançou em Dezembro de 2013, um programa de inclusão social piloto integrado, no município agrícola do Bungo, localizado no norte da província do Uíge, em Angola. Como parte desta iniciativa, o FSDEA está a apoiar acções de capacitação desta comunidade agrícola local, investindo em sistemas sustentáveis de geração de riqueza, projectado para permitir que as famílias rurais possam ter acesso ao sistema de educação formal, aos mercados para a produção de agricultura e instalações para micro-crédito.
Esta iniciativa engloba também o desenvolvimento de cadeias de valor da agricultura e da criação de 15 micro e pequenas empresas no município do Bungo. Uma acção que o Fundo acredita estar a contribuir para o aumentado da produtividade agrícola e os níveis de rendimento e de nutrição através do reforço da produção agrícola sustentável. O FSDEA espera que uma vez totalmente implantado, as acções desenvolvidas no município do Bungo venham a influenciar positivamente a vida de mais de 3.000 famílias.
Além disso, o Fundo apoiou um processo de identificação civil para ajudar a população local a obterem acesso aos serviços públicos da sua comunidade. Como resultado, até 5.000 pessoas no Bungo irão ter acesso a certidão de nascimento, bilhete de identidade e outras formas de identificação, o que irá ajudá-los a garantir educação gratuita, saúde, serviços bancários, e outros benefícios económicos e sociais amplamente acessíveis aos cidadãos que vivem em comunidades suburbanas.

## Kamba Dyami - um portátil por criança
O programa "Um portátil por Criança" é um projecto plurianual que incentiva a aprendizagem baseada em computadores em todas as escolas de áreas economicamente consideradas mais vulneráveis de Angola. O programa, lançado pelo FSDEA em 2011, já foi implementado em duas escolas Dom Bosco, em Luanda, inicialmente fornecendo 100 portáteis XO da OLPC para alunos da 4ª classe. Em menos de um mês, os alunos aprenderam os conceitos básicos de manipulação do computador, bem como digitação e formatação de texto - embora a maioria nunca tenha tocado em um computador antes. Com base nestes resultados, o FSDEA pretende expandir esta iniciativa existente para outras áreas rurais e periféricas das capitais de Angola.
De acordo com o FSDEA, hoje, 700 estudantes usam os seus portáteis como ferramenta de ensino regular. No final de 2013 a 2015, 1.200 portáteis serão comprados, e mais de 2.400 crianças irão beneficiar de aprendizagem baseada em computador. O foco também será na capacitação, que inclui atualizações curriculares e formação contínua de professores, que podem ajudar a desenvolver e promover ainda mais a aprendizagem baseada no computador.
O FSDEA está empenhado em trabalhar em estreita colaboração com o programa “Um Portátil por Criança” e com a administração da Escola Dom Bosco de ampliar esse projecto, a fim de incluir no futuro mais escolas, mais crianças e mais professores para este programa.